# Медвідь Іван Федосійович
Іва́н Федосі́йович Медві́дь (12 листопада 1918, Городище — 16 березня 1945) — радянський офіцер, Герой Радянського Союзу, в роки радянсько-німецької війни командир танкового батальйону 93-ї танкової бригади (6-й гвардійський механізований корпус, 4-а танкова армія, 1-й Український фронт), капітан.

## Біографія
Народився 12 листопада 1918 року в місті Городище (нині Черкаської області) в сім'ї селянина. Українець. Член ВКП(б)/КПРС. Закінчив 7 класів. Працював різноробом.
У Червоній Армії з 1939 року. У 1942 році закінчив Ульяновське танкове училище. У діючій армії з серпня 1942 року. Воював на Сталінградському, Воронезькому і 1-му Українському фронтах.
В січні 1945 року, батальйон під командуванням капітана Медведя, зробивши 600-кілометровий марш, вступив в бій і першим увійшов у міста Піотркув і Равич (Польща). Утримував ці важливі населені пункти до підходу основних частин.
30 січня 1945 року капітан Медвідь серед перших форсував Одер біля населеного пункту Зофіенталь (на південь від міста Гура, Польща), захопив з батальйоном плацдарм і, відбиваючи контратаки противника, забезпечив переправу бригади.
Тільки на марші і в боях під час форсування Одеру з 12 по 31 січня батальйон знищив 16 ворожих танків, 8 самохідних установок, 80 автомашин, 30 гармат, 1 150 гітлерівських солдатів і офіцерів, захопив 8 танків, 440 автомашин, 1 000 возів з вантажами і два ешелони з боєприпасами.
Указом Президії Верховної Ради СРСР від 10 квітня 1945 року за зразкове виконання бойових завдань командування на фронтах боротьби з німецькими загарбниками, проявлені при цьому геройство і відвагу, капітану Медведю Івану Федосійовичу присвоєно звання Героя Радянського Союзу.
Помер від ран 16 березня 1945 року. Похований недалеко від міста Бриг (Німеччина).

## Нагороди, пам'ять
Нагороджений орденами Леніна, Червоного Прапора, Червоної Зірки.
Ім'я Героя поміщено на обеліску Слави в місті Городище.